# Franco Panizza
Pour les articles homonymes, voir Panizza.
Franco Panizza, né le 24 décembre 1959 à Campodenno, est un homme politique italien, membre du Parti autonomiste tridentin et tyrolien.

## Biographie
Secrétaire du Parti autonomiste tridentin et tyrolien, Franco Panizza est élu sénateur dans le collège uninominal de Trente, en coalition avec le Parti démocrate et la Südtiroler Volkspartei, le 25 février 2013.